# Сукромны
Сукро́мны — село в Бежецком районе Тверской области. Административный центр Сукроменского сельского поселения, образованного в 2005 году.

## География
Находится в 15 километрах к юго-востоку от районного центра Бежецк, на автодороге «Бежецк—Кесова Гора—Кашин».

## История
В 1445 году сельцо Никольское-Секроменское с пятью деревнями, пятью пустошами и многочисленными угодьями продано семьей московского боярина Головкина Троице-Сергиеву монастырю.
По переписи 1710 года в Городецком стане Бежецкого уезда значатся: вотчина Троицы Сергиева монастыря село Присеки з деревнями в ней приселки и погосты и пустыни — погост Лютницы, Спасская пустыня что на Тальце, приселок Любодицы, … погост Глинеево, приселок Сукромны …
В 1764 году указом Екатерины II крестьяне села переведены из монастырских в государственные. В 1770 году началось строительство каменной церкви Тихвинской иконы Божьей матери.
В 1859 году в казенном селе Сукромны по Кашинскому торговому тракту — церковь, 92 двора, 569 жителей. В середине XIX — начале XX века село центр одноимённых волости и прихода Бежецкого уезда Тверской губернии. В 1887 году село Сукромны имеет 104 двора, 107 семей, 605 жителей. В селе 10 колодцев, 4 пруда, волостное правление, земская школа, 1 кузница, 2 мельницы, 2 чайные лавки и постоялый двор. Население всех 62 населённых пунктов Сукроменской волости в 1887 году (12 210 человек) больше, чем сельское население всего Бежецкого района в 2010 году (400 н.п., 11 404 человек, без города).
По переписи 1920 года в Сукромнах — 564 жителя.
С 1935 года село центр сельсовета Калининской области.
В годы Великой Отечественной войны 39 жителей села не вернулись с фронта, многие женщины и подростки направлялись на строительство оборонительных сооружений.
В 1960 году образовался единый колхоз «Красный льновод».
По переписи 1989 года в Сукромнах — 439 жителей.
В 1997 году — 174 хозяйства, 479 жителей. Администрация сельского округа, центральная усадьба и правление колхоза «Красный льновод», средняя школа с интернатом, детсад, Дом культуры, библиотека, медпункт, почта, столовая, магазин, котельная, баня.
Коллективное хозяйство «Красный льновод» — одно из немногих успешных сельхозпредприятий Тверской области.

## Население
| 1859 | 1897 | 1989 | 2008 | 2010 |
| ---- | ---- | ---- | ---- | ---- |
| 569  | ↘566 | ↘439 | ↗537 | ↘488 |

Население по переписи 2002 года — 494 человек, 237 мужчин, 257 женщин.

## Инфраструктура
- Колхоз «Красный льновод»
- МОУ Сукроменская средняя общеобразовательная школа
- Сукроменская сельская библиотека (филиал Бежецкой ЦБС)
- Сукроменский Дом культуры
- Офис врача общей практики

## Достопримечательности
- Церковь Тихвинской иконы Божией Матери (1770, начало XIX века).
- До середины 60-х сохранялись остатки деревянной ветряной мельницы-маслобойни (начало XX века).
- дом Комарова